# Grzegorz Widera
Grzegorz Widera (ur. 30 lipca 1971 w Siemianowicach Śląskich) – polski aktor filmowy i teatralny.

## Życiorys
Absolwent PWST w Krakowie Wydziału Aktorskiego we Wrocławiu (1994). Związany z Teatrem im. S. Jaracza w Olsztynie, Teatrem Zagłębia w Sosnowcu, Teatrem Nowym w Zabrzu oraz Těšínské divadlo Scena Polska w Czeskim Cieszynie. Laureat nagrody im. Leny Starke za rolę Kordiana (1999). Odtwórca takich ról jak, m.in.: Grabiec (Balladyna), Filip (Iwona księżniczka Burgunda), Kordian (Kordian), Fior (Operetka), Zbyszko (Moralność Pani Dulskiej), Mistrz (Mistrz i Małgorzata), Koczkariow (Ożenek). W telewizji występował głównie w serialach paradokumentalnych (Detektywi, W11 – Wydział Śledczy, Szkoła), odgrywając role epizodyczne.

## Życie prywatne
W 1995 roku poślubił Beatę Rogosz, z którą rozwiódł się w lutym 2004 roku i ma z nią córkę Oliwię (ur. 1997). W 2005 roku poślubił aktorkę Joannę Litwin, z którą ma syna Wernera (ur. 2004).

## Filmografia
- 1991: Czerwone maki (etiuda szkolna) – obsada aktorska
- 1994: Msza za miasto Arras (spektakl telewizyjny) – Mateusz
- 2000: Święta wojna – artysta (odc.11)
- 2006: Fala zbrodni – właściciel warsztatu samochodowego (odc. 54)
- 2009: Detektywi –
  - Wojciech, klient detektywów (odc. 517)
  - Marcin Ferenc, ojciec klientki detektywów (odc. 573)
- 2010: Młyn i krzyż – żołnierz
- 2010: W11 – Wydział Śledczy –
  - Marek Zembczyński, ojczym ofiary (odc. 875)
  - Piotr, narzeczony ofiary (odc. 923)
  - wychowawca w domu dziecka (odc. 949)
- 2011: W11 – Wydział Śledczy – Robert Kamiński, mąż napadniętej kobiety (odc. 1033)
- 2011: Detektywi – mąż Renaty (odc. 837)
- 2012: Detektywi – doktor Tadeusz Pankiewicz, klient detektywów (odc. 935)
- 2013: Dzieciaki – Janusz (odc.6)
- 2013: Szpital – Artur Olszewski (odc. 31)
- 2014: Szkoła – Artur Żabiński, mąż Jolanty (odc. 11)
- 2016-2020: 19+ – Marek Motyl, ojciec Alicji
- 2019: Żelazny most